# Elsie Howey
Elsie Howey   (Finningley, 1 de desembre de 1884 - Malvern, 13 de març de 1963) Rosa Elsie Neville Howey, fou una suffragette  anglesa militant de la Unió Social i Política de les Dones; l'empresonaren almenys sis vegades entre 1908 i 1912.

## Biografia
Elsie Howey nasqué a Finningley el 1884, filla de Thomas Howey, rector d'una parròquia, i Emily Gertrudis Oldfield. Quan el seu pare va morir al 1887, la família es traslladà a Malvern, Worcestershire. El 1902 Elsie Howey va començar a estudiar anglès, francès i alemany a la Universitat de Saint Andrews. Deixà la universitat el 1904, per a poder viatjar a Alemanya, on es posà en contacte amb el moviment feminista.

## Activisme

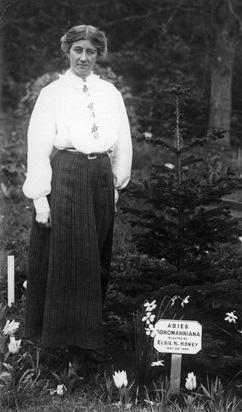
El 1909 Elsie Howey fou convidada a la Casa Eagle, residència de María Blathwayt, per a plantar un avet del Caucas, honor donat a les dirigents sufragistes

Al 1907, Elsie Howey entrà en la Unió Social i Política de Dones (WSPU en anglés), que militava pel sufragi. Al febrer del 1908, ella i la seua germana,Gertrude Howey, foren detingudes amb altres membres de la WSPU després d'amagar-se en una camioneta. Després de ser alliberada, al maig del 1908, s'ajuntà amb Annie Kenney i Maria Blathwayt en la campanya per a l'elecció parcial de Shropshire. Poc després, fou empresonada tres mesos per protestar fora de la casa del llavors primer ministre, H. H. Asquith. La sentenciaren a sis setmanes de presó. Les seues manifestacions es van tornar més radicals, quan el 5 de setembre del 1910, ella i altres dues sufragistes, Vera Wentworth i Jessie Kenney, van assaltar el primer ministre Asquith i Herbert Gladstone, mentre jugaven a golf. Les seues tàctiques violentes foren criticades per altres membres de la WSPU que van demanar que les n'expulsaren. Se li va dir a Christabel Pankhurst que Howey i Wentworth no podrien visitar la seua casa de nou. Wentworth envià una resposta expressant pesar per la seua reacció, però assenyalant que "si el Sr. Asquith no rep una delegació, el colpejaran de nou".
Al gener del 1910, Constance Bulwer-Lytton fou empresonada i alimentada per força a la presó de Walton. En resposta, Elsie Howey va trencar les finestres del governador, de manera que ella també fou empresonada. Lytton va esmentar a Elsie Howey com la «més volguda dels nostres membres». A l'abril del 1910, va rebre atenció nacional després de dirigir «un manifestació de la WSPU per Londres vestida com Joana d'Arc a cavall. Al juliol l'arrestaren de nou en una manifestació a Penzance. Fou empresonada set dies, i hi dugué a terme una vaga de fam durant 144 hores. Al 1910, Elsie Howey va lluitar per a introduir el moviment sufragista a Plymouth i Torquay.
Elsie Howey va ser empresonada almenys sis voltes com a suffragette. Va fer vagues de fam a la presó i l'obligaren a alimentar-se; en una ocasió li calgueren quatre mesos per a recuperar-se de les lesions resultants a la gola. El seu darrer arrest fou al desembre del 1912 després d'haver activat una alarma d'incendi. La condemnaren a quatre mesos de presó, però l'alliberaren abans després d'una prolongada vaga de fam, que va resultar en el trencament de gairebé totes les seues dents per l'alimentació forçada.

## Darrers anys
Elsie Howey es va retirar de la vida pública quan el moviment sufragista s'acabà al 1914 per la Primera Guerra Mundial. Visqué a Malvern la resta de la seua vida i va morir al 1963 per una estenosi pilòrica crònica, probablement causada pels seus múltiples episodis d'alimentació forçada.